# Саборна црква у Сентандреји
Саборна црква успенија пресвете Богородице у Сентандреји (позната и као 'Успењска', 'Богородичина црква' или 'Београдска катедрала') је главни и највећи православни храм у Сентандреји, смештен уз седиште, епархијски двор Будимске епархије Српске православне цркве, и Српски православни музеј. Саборна црква у Сентандреји је средишња црква епархије.
Црква је посвећена Успењу пресвете Богородице.

## Историјат
Српске православне богомоље у Сентандреји јављају се са доласком Срба на ове просторе, сеобом 1690. године. Тада је подигнута прва православна црква на овом месту, која је већ после пар деценија била трошна.
Када је за будимског епископа хиротонисан је у Сентандреји Дионисије Новаковић, раније слушалац Духовне академије у Кијеву, коју је завршио са најбољим успехом, а потом професор Латино-славјанске школе у Новом Саду, ова околност дала је нови подстрек развоју српске заједнице у граду. Нови епископ био је најбољи познавалац кијевске барокне црквене уметности код Срба, па је у Сентандреји показао колико му је стало до даљег успона вароши, посебно градње нових цркава, мада "кијевске“ стилске узоре није преносио. У току његовог владичанства, од 1749. до 1767, сазидане су још четири сентандрејске цркве. Поред Саборне цркве тада су сазидане и Благовештенска (1752), Ћипровачка (1753), Пожаревачка (1759), као и неколико цркава у другим местима Будимске епархије. Данас се само издалека може наслутити како је то био обиман посао и колико је владика Дионисије Новаковић заслужан за барокну изградњу овог града.
Саборна црква у Сентандреји грађена је у раздобљу 1756—1763. у барокном стилу. Западни део цркве завршен је 1770. године, а 1777. године, за време столовања епископа Софронија Кириловића, дозидан је звоник. 1781. године урађен је и иконостас у стилу рококоа, дело руку Василија Остојића.
Вредност иконостаса цркве (1777-81.) је немерљива. Штедрим залагањем економски моћних Сентандрејаца и уметничким даром новосађана Василија Остојића створена је у овом тада највећем српском средишту у Угарској уметничка целина каквих је мало у српској култури 18. века. Посебну вредност представлю и изванредна „пилтаорска“ конструкција самог иконостаса, изведена у колосалним размерама. Нигде у српској уметности 18. века не сусрећемо онакве џиновске барокне стубове као у сентандрејској Успењској цркви. Јединствен јс и огромни дрворезбарски балдахин над Часном трпезом, у чијем своду је смештен циклус Христових мука.

## Збирка слика
- Приказ Саборној цркви
- Торањ Саборне цркве
- Саборна црква - поглед са југа
- Саборна црква и јужне вратнице